# Pałac w Parchowie
Pałac w Parchowie – pałac z XVIII w. w Parchowie w powiecie polkowickim wpisany do rejestru zabytków nieruchomych województwa dolnośląskiego.

## Historia
Pałac wybudowany w 1702 według projektu Martina Frantza. Podczas II wojny światowej uszkodzony, po 1945 własność PGR-u i Agencji Nieruchomości Rolnych.

## Opis
Piętrowy pałac wybudowany na planie prostokąta, kryty czterospadowym dachem mansardowym z lukarnami. Od frontu piętrowy ryzalit  umieszczony centralnie, zwieńczony trójkątnym frontonem, zawierającym pusty kartusz. Główne wejście w kamiennym portalu, ozdobionym  kartuszem z herbem rodziny von Kottwitz. Nad nim balkon z kamienną balustradą wsparty dwiema kolumnami korynckimi. Po bokach balkonowego okna na piętrze dwie płaskorzeźby przedstawiające rycerzy. Od frontu prostokątny szczyt z trzema oknami i zegarem umieszczonym nad środkowym oknem.
Obiekt jest częścią zespołu pałacowego, w skład którego wchodzi jeszcze aleja dębowo–brzozowa i klasycystyczna kaplica cmentarna.

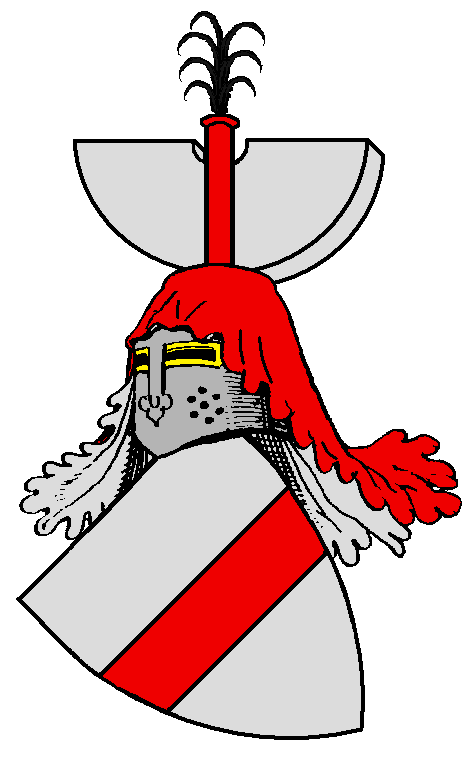
Herb von Kottwitz
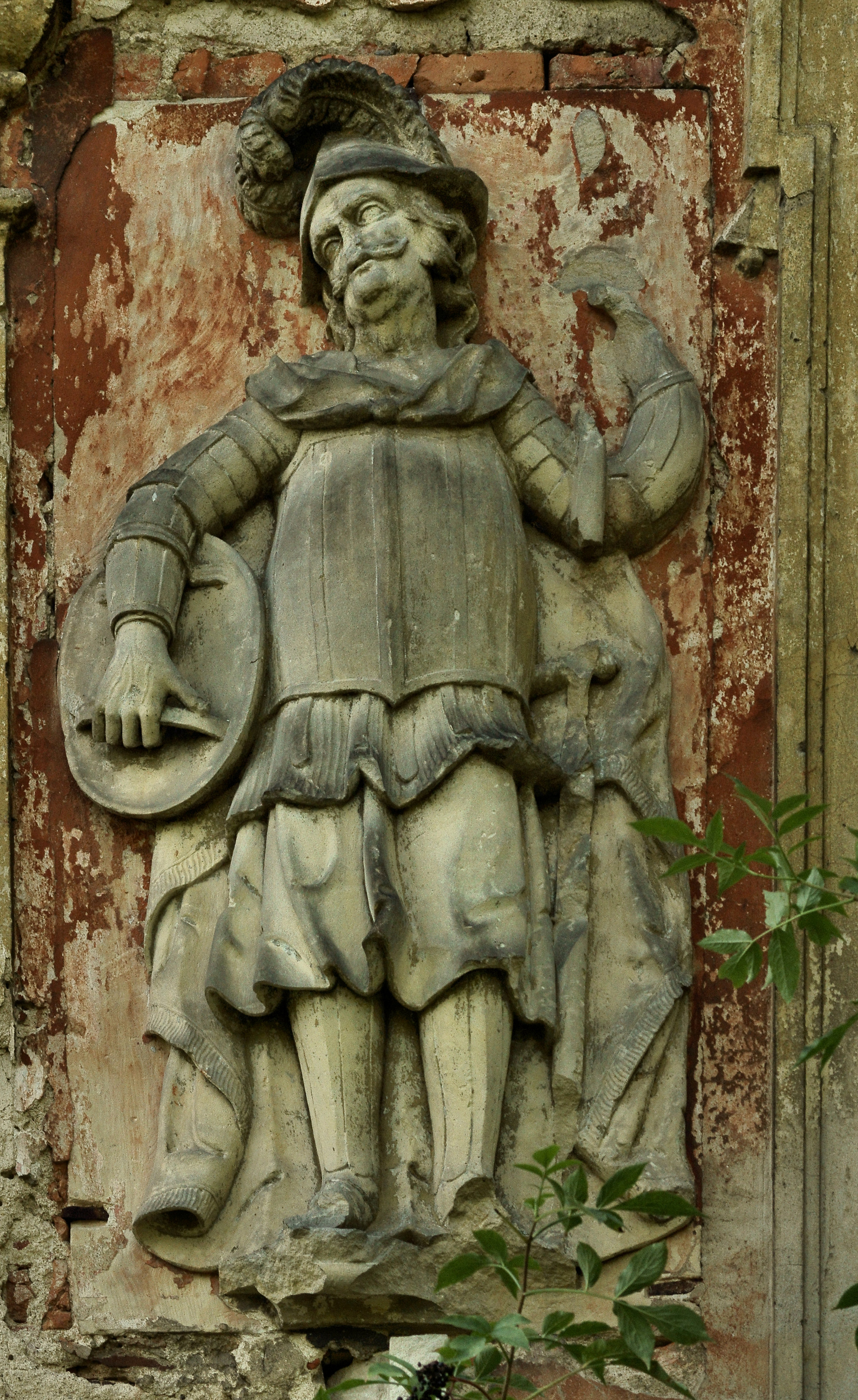
Płaskorzeźba
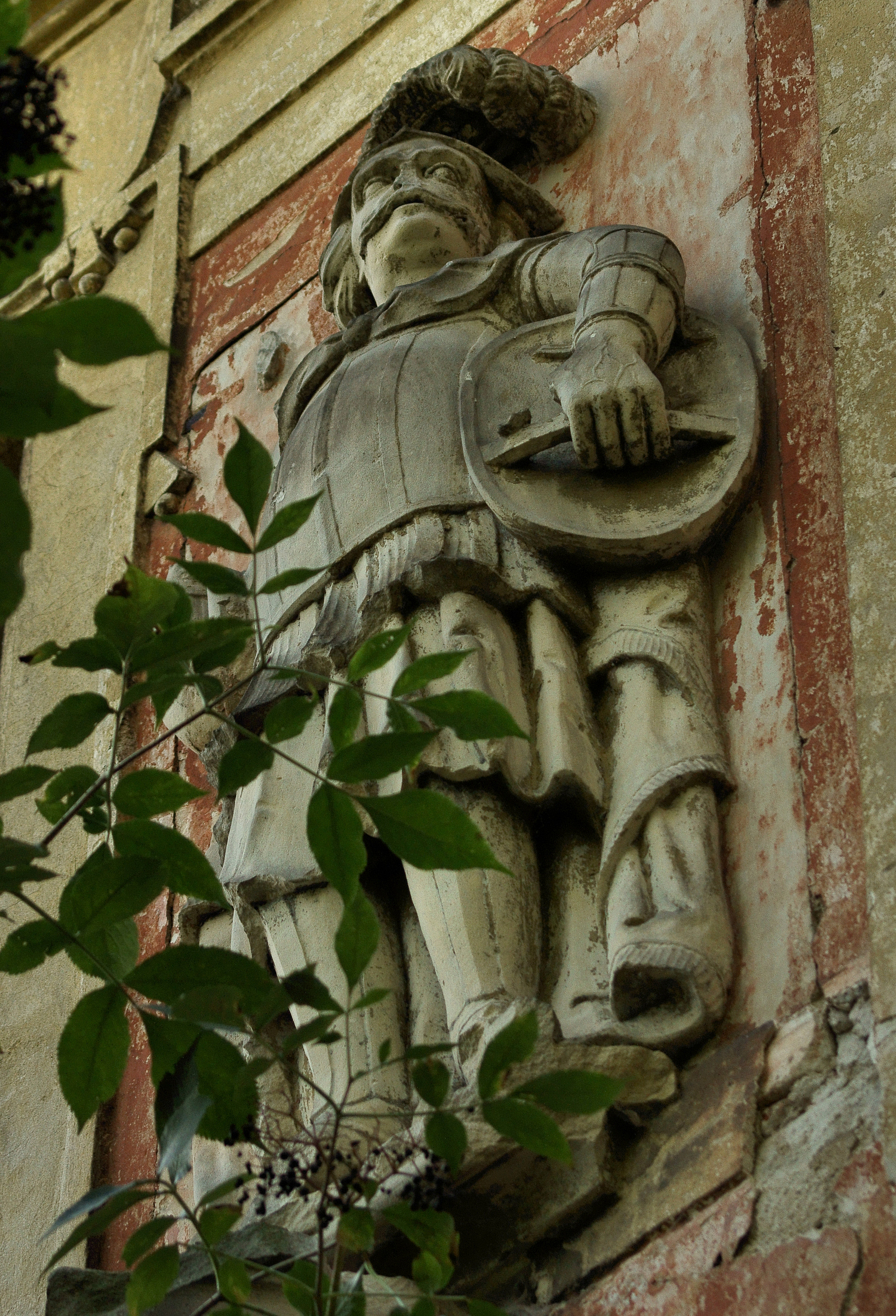
Płaskorzeźba
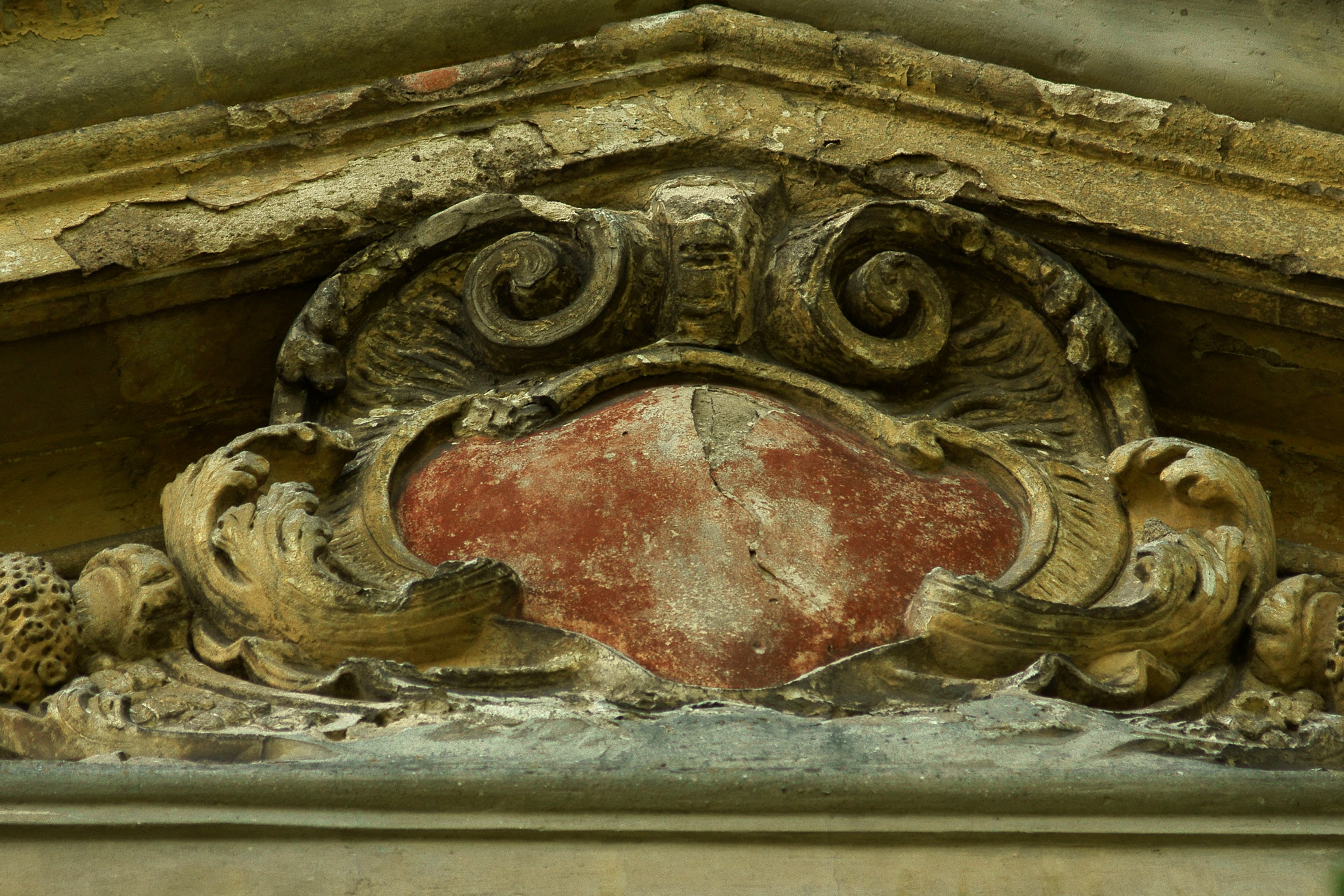
Fragment fasady
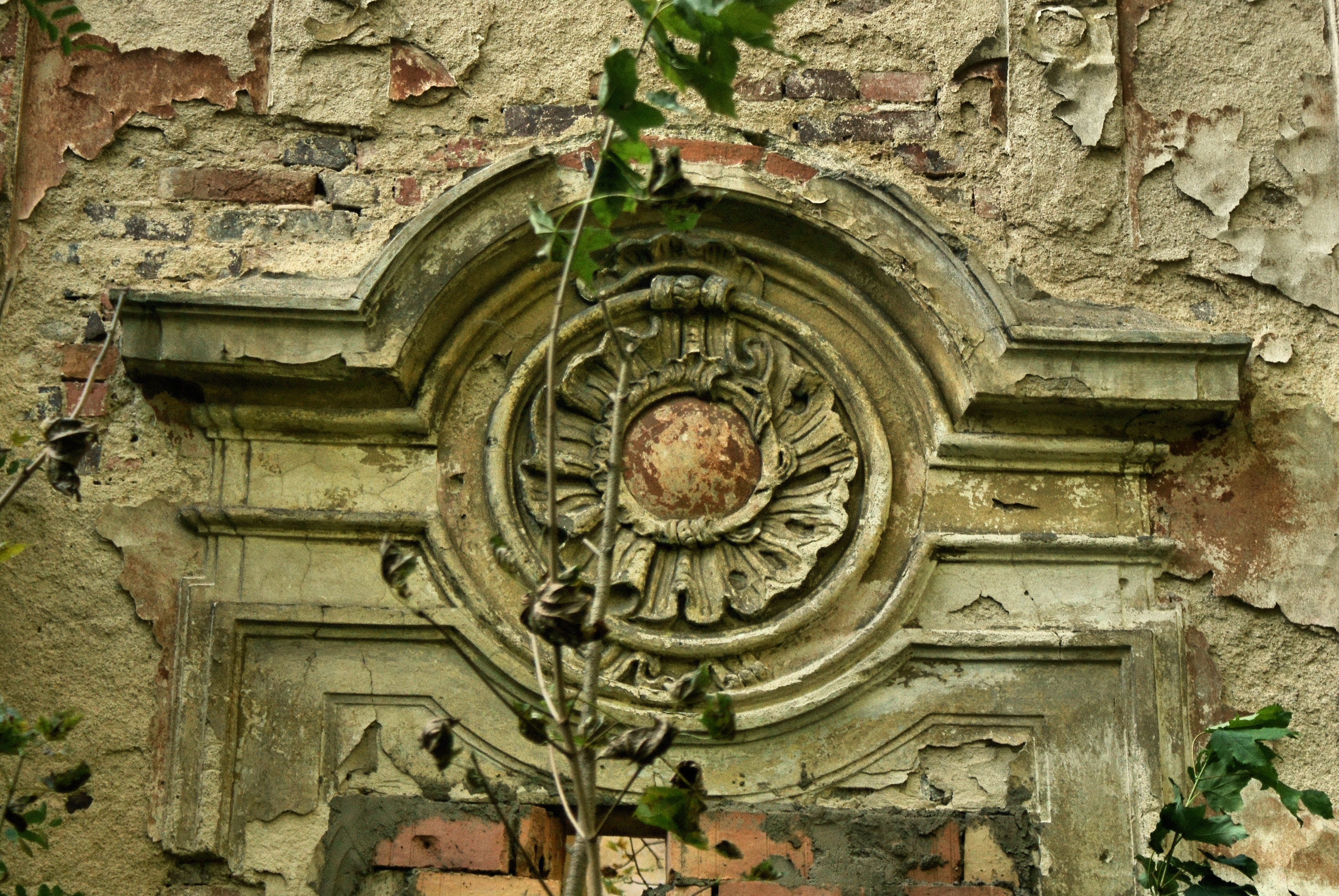
Fragment fasady